# Imperial TV
Imperial TV é uma emissora de televisão brasileira sediada em Imperatriz, cidade do estado do Maranhão. Opera no canal 4 (18 UHF digital) e é afiliada à RedeTV!. A emissora foi fundada em 1975 com a denominação TV Imperatriz, e desde 1992, pertence ao político e empresário Francisco Pereira Lima, o "Chico do Rádio".

## História
A emissora foi fundada no Natal de 1975 por Alberto Barateiro da Costa, então prefeito do município, retransmitindo programas da Rede Tupi. Em 1978, uma sociedade formada por Raimundo Cabeludo, Francisco Ramos e Bayma Junior assume o controle da emissora, que muda de nome para TV Tropical e se afilia a Band.
Em 1992, Francisco Ramos, Bayma Junior e Raimundo Cabeludo vendem suas ações para o empresário e político em ascensão Francisco Pereira Lima, conhecido como Chico do Rádio. Após a aquisição, Chico muda o nome da emissora para TV CRC, bem como sua razão social para TV Chico do Rádio Comunicação Ltda.
Em 2008, a TV CRC passa a se chamar Band Imperatriz, porém sem alterações no seu conteúdo. Em 2015, a emissora volta a se chamar TV CRC, e passa a adotar o slogan De Cara Nova. Em 7 de janeiro de 2019, a TV CRC foi arrendada por um período de cinco anos a um grupo de empresários liderados pelo jornalista Marcos Daniel, que passou a ser o seu novo diretor-geral, voltando a se chamar Band Imperatriz, por um curto período.
Em 16 de fevereiro, a emissora estreou uma nova programação e uma nova identidade visual, passando a se chamar TV Imperatriz, ou simplesmente TVI.
Em 14 de outubro, após decisão da própria Rede Bandeirantes em não continuar com a emissora, de modo a priorizar a unificação do seu sinal em torno da Band Maranhão, a TVI deixou a rede após 41 anos de afiliação — o que fazia dela até então a mais antiga afiliada da Band, título que passou a ser da TV Tarobá de Cascavel, Paraná —, e tornou-se afiliada à Record News, que estava sem sinal em Imperatriz desde a saída do ar da Record News Imperatriz, em função do desligamento do sinal analógico. A troca ocorreu às 19h30, com uma cerimônia especial transmitida pela TVI.

Antigo logotipo da emissora, utilizado de 2019 a 2021.

Em 2020, Marcos Daniel deixa o grupo responsável pela gestão da TVI, que passa a ser presidida pelo empresário Pedro Carlos Duarte. Em 18 de abril de 2021, a emissora muda novamente de nome e passa a se chamar GTVI. Ao mesmo tempo, sua programação local passa a ser transmitida simultaneamente pelo canal 19 UHF, com a programação da Rede Meio Norte. Em 10 de maio de 2021, a emissora deixou de se chamar GTVI e passou a se chamar Record News Imperatriz.
Em outubro de 2021, a nomenclatura da emissora é alterada para Imperatriz TV. Em 3 de dezembro, a emissora anuncia que iria se afiliar a RedeTV!, com a mudança ocorrendo na madrugada do dia 13 de dezembro. 
Em maio de 2023, a emissora mais uma vez tem a nomenclatura alterada e passa a se chamar TV Liberdade.
Em 13 de dezembro de 2024, alterou mais uma vez a nomenclatura para Imperial TV.

## Sinal digital
| Canal virtual | Canal digital | Resolução de tela | Programação                                    |
| ------------- | ------------- | ----------------- | ---------------------------------------------- |
| 4.1           | 18 UHF        | 1080i             | Programação principal da Imperial TV / RedeTV! |

A emissora iniciou suas transmissões digitais em 18 de outubro de 2018, através do canal 18 UHF.
Transição para o sinal digital
Com base no decreto federal de transição das emissoras de TV brasileiras do sinal analógico para o digital, a então TV CRC, bem como as outras emissoras de Imperatriz, cessou suas transmissões pelo canal 4 VHF em 17 de dezembro de 2018, seguindo o cronograma oficial da ANATEL.

## Programas
- Botando pra Moer com Danilo Lima
- Jornal dos Municípios
- Alerta Regional
- Gonzaga Silva na TV
- Atividade Gospel
- Arsenal Hip Hop
- Momento com Cristo Jesus
- O Povo é Quem Manda